# Blessing Okagbare
Blessing Okagbare-Ighoteguonor, nigerijska atletinja, * 10. september 1988, Sapele, Nigerija.
Nastopila je na poletnih olimpijskih igrah v letih 2008, 2012 in 2016, leta 2008 je dosegla uspeh kariere z osvojitvijo naslova olimpijske podprvakinje v skoku v daljino, leta 2012 pa je bila četrta v štafeti 4x100 m in osma v ŧeku na 100 m. Na svetovnih prvenstvih je leta 2013 osvojila srebrno medaljo v skoku v daljino in bronasto v teku na 200 m. Februarja 2022 je bila zaradi dopinga suspendirana za 10 let.